# Władysławów (powiat kutnowski)
Władysławów – wieś w Polsce położona w województwie łódzkim, w powiecie kutnowskim, w gminie Krzyżanów.
W latach 1975–1998 miejscowość należała administracyjnie do województwa płockiego.